# 圖爾卡納郡

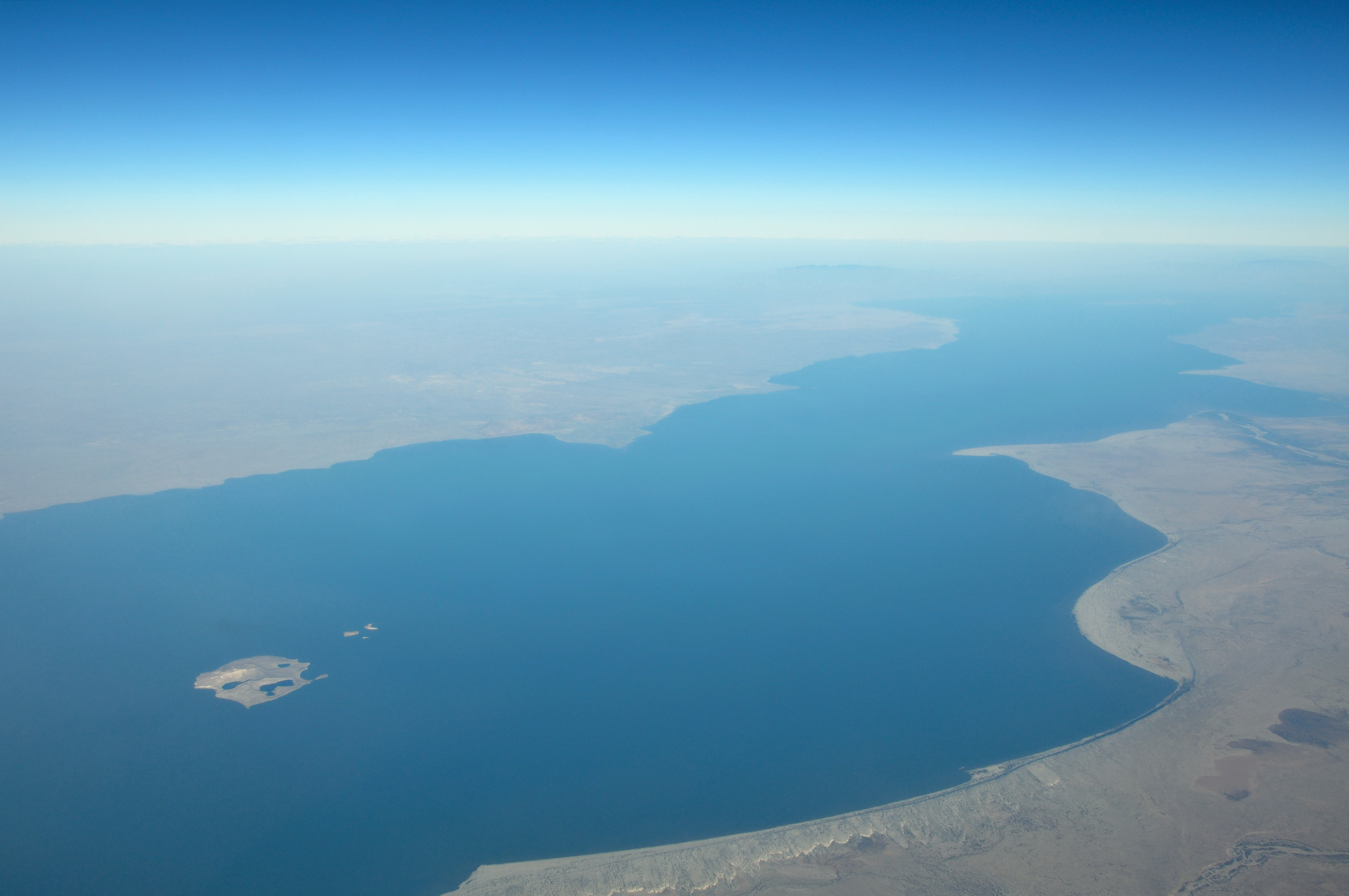

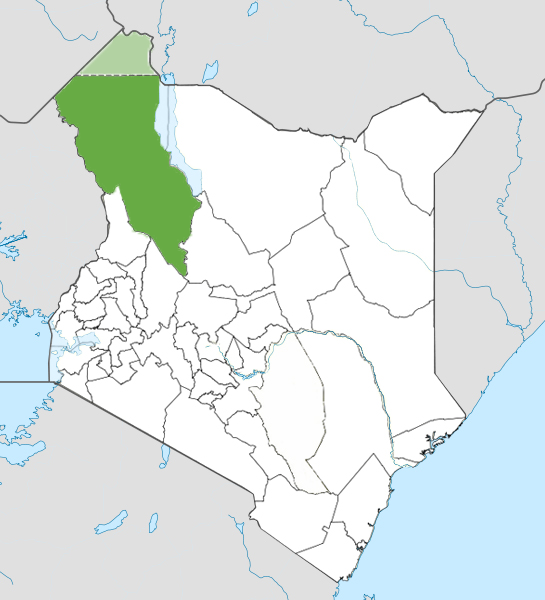

3°9′N 35°21′E / 3.150°N 35.350°E
圖爾卡納郡，是肯尼亞的一個郡，位於該國西部，由裂谷省負責管轄，首府設於洛德瓦爾，始建於2013年3月4日，面積71,597.8平方公里，海拔高度1,138米，2009年人口855,399，人口密度每平方公里11.95人。